# Vlag van Grand Kru

Vlag van Grand Kru

De vlag van Grand Kru, een county van Liberia, bestaat net als alle veertien andere Liberiaanse vlaggen met de nationale vlag van Liberia in het kanton. De vlag is, net als alle andere vlaggen, verleend door toenmalig president William Tubman, bij gelegenheid van zijn 70e verjaardag, op 29 november 1965.
De vlag bestaat uit een wit veld, met 2 verticale banen groen/geel aan de linkerzijde, en 2 soortgelijke verticale banen geel-groen aan de rechterzijde. Boom met 7 groene bladeren staat op een groen grasveld eronder, gecentreerd op het middelste witte paneel; in het kanton staat de Liberiaanse vlag.